# 1830: The Game of Railroads and Robber Barons

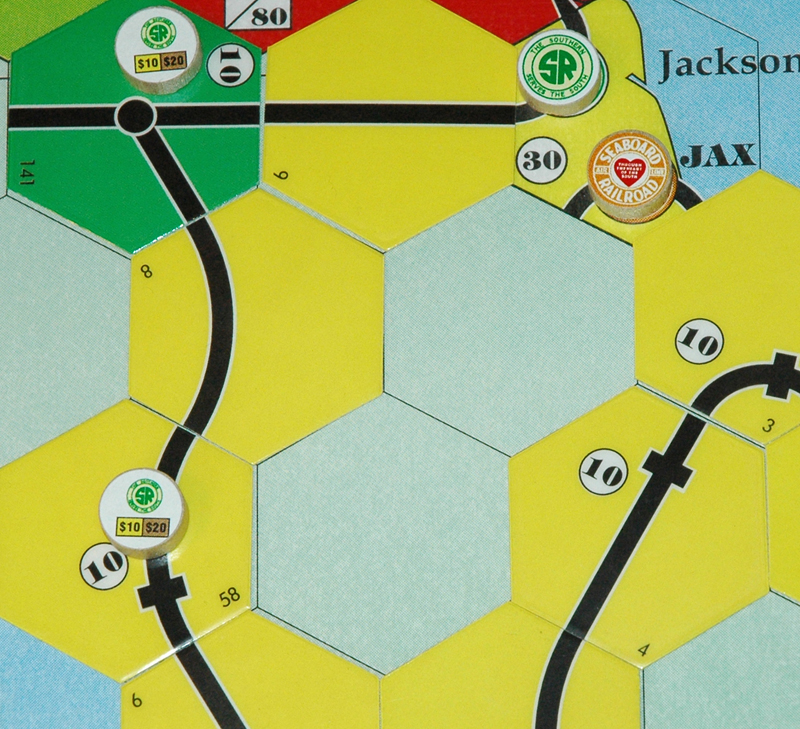
18FL. Juego publicado por Deep Thought Games en 2006. Su diseñador fue David GD Hecht y se ambienta en Florida, Estados Unidos. Se trata de un juego sencillo que sirve como introducción al sistema de juego 18XX para nuevos jugadores.

1830: The Game of Railroads and Robber Barons (1830: el juego de los ferrocarriles y los barones ladrones) es una reimplementación del juego 1829 creado por Francis Tresham en 1974. Sus diseñadores fueron el propio Francis Tresham y Bruce Shelley, quien estuvo también a cargo del diseño gráfico. Se publicó en 1986 editado por Avalon Hill  y se reeditó en 2011 por colaboración entre Mayfair Games y Lookout Games.
El juego está diseñado para representar el comienzo de las operaciones ferroviarias en el este de los Estados Unidos a partir del año 1830, con compañías accionarias que representan compañías ferroviarias históricas. Los jugadores alternan rondas de negociación de acciones (en las que compran acciones de compañías ferroviarias) con rondas de operaciones, en las que el presidente de cada compañía ordena la construcción de vías, opera trenes y genera ingresos para los accionistas. Es importante destacar que no importa la salud a largo plazo de las empresas; solo cuánto dinero puede extraerse en el proceso, por lo que, al igual que en la realidad, incluso se forzará a las empresas a la quiebra con tal de obtener beneficios.
Una característica muy destacable de 1830 es que, al igual que en el ajedrez o las damas, el único factor de suerte es el orden inicial de juego. De hecho, si  los jugadores quisieran realizar dos partidas con exactamente las mismas jugadas, el resultado final también sería el mismo.
1830 inspiró todo un género de juegos, colectivamente conocidos como 18xx, con un sistema de juego similar, con tema ferroviario y centrados en las operaciones bursátiles y la colocación de losetas. El conjunto 18xx tiene dos ramas principales: la rama 1829 (1829, 1825, 1853 y 1829 Mainline) y la rama 1830 (1830, 1856, 1870, etc.). También hay una serie de juegos que se ubican en algún punto intermedio entre las dos ramas (por ejemplo, 1860). Si bien las operaciones ferroviarias generales, como la colocación de vías, son fundamentales para ambas ramas, las dos ramas son bastante diferentes en carácter y enfoque del jugador. Los juegos de la rama 1829 enfatizan la selección de acciones y la gestión de cartera, mientras que la rama 1830 se concentra más en la predicción financiera y la manipulación del mercado de valores. Así, en 1829 y sus juegos similares los jugadores son recompensados por tener las acciones correctas en el momento correcto y por administrar bien sus empresas, mientras que en 1830 y similares son más favorecidos por manipular el mercado de valores para su beneficio e invertir en empresas que se benefician de ello.
La popularidad de 1830 fue la inspiración para la serie de videojuegos Railroad Tycoon de Sid Meier.